# Schuelea
Schuelea is een geslacht van kevers uit de familie van de loopkevers (Carabidae). De wetenschappelijke naam van het geslacht is voor het eerst geldig gepubliceerd in 2004 door Baehr.

## Soorten
Het geslacht Schuelea omvat de volgende soorten:
- Schuelea arfakensis (Baehr, 1987)
- Schuelea drumonti (Baehr, 2004)
- Schuelea monstrosa (Baehr, 2004)